# Осипов, Сергей Владимирович (футболист)
Серге́й Влади́мирович О́сипов (4 марта 1968, Омск) — советский и российский футболист, защитник и тренер.

## Биография
Воспитанник омского «Нефтяника» (тренер Иван Васильевич Герасимов). В 1985—1986, 1989-1991 годах играл во второй лиге за омский «Иртыша». В 1987—1988 годах проходил армейскую службу в составе новосибирского СКА.
В 1992 году играл в казанском «Рубине-ТАН» и «Уральце» Нижний Тагил. Следующие 1,5 года провёл в «Балтике» Калининград. Во второй половине 1994 года вернулся в «Иртыш», за который выступал до 1998 года. В 1999—2003 годах играл в первом дивизионе за «Локомотив» Чита.
За карьеру Осипов провёл 526 матчей, забил 21 мяч. В первой лиге — 371 матч, 14 мячей, во второй лиге — 155 матча, 5 мячей.
За «Иртыш» сыграл 285 матчей, 15 мячей.
Победитель зонального турнира первенства СССР среди команд второй лиги 1989 года, серебряный призёр 1986 года, бронзовый призёр 1985 и 1991 годов; победитель зонального первенства России среди команд второй лиги 1996 года.
Включён омскими журналистами в символическую сборную лучших футболистов «Иртыша» 1990-х годов.
В 2007 году начал тренерскую карьеру. В 2008 году ФК «Чита» под его руководством занял первое место в зоне «Восток» второго дивизиона. В 2009 году тренировал «Сахалин» Южно-Сахалинск. Затем работал на кафедре физвоспитания ОмГТУ.